# Syndipnus abbreviatus
Syndipnus abbreviatus är en stekelart som beskrevs av Per Abraham Roman 1909. Syndipnus abbreviatus ingår i släktet Syndipnus och familjen brokparasitsteklar. Arten är reproducerande i Sverige. Inga underarter finns listade i Catalogue of Life.